# Pardela-de-mento-branco
A Procellaria aequinoctialis, comummente conhecida como pardela-preta (português brasileiro) ou pardela-de-mento-branco (português europeu), é uma espécie de ave marinha da família dos Procelariídeos.
É encontrada nos oceanos austrais. No Brasil, foi registrada em pontos do litoral Rio Grande do Sul até o estuário do Rio Amazonas e a Ilha de Marajó.
No Hemisfério Norte, existe uma espécie de pardela - a pardela-escura -, que, por também ter a maior parte do corpo escura (apesar de a parte de baixo das asas e do corpo serem brancas), é por vezes chamada de "pardela preta".

## Etimologia
Quanto ao nome científico desta espécie:
- O nome genérico, Procellaria[8], provém do latim científico, e resulta da derivação do étimo latino clássico prŏcella[9], que significa «tempestade» ou «tumulto», por associação desta espécie aos climas tempestuosos.
- O epíteto específico, aequinoctialis[10], também provém do latim clássico, mais concretamente do étimo latino aequĭnoctĭālis, adjectivo usado para aludir àquilo que é próprio ou relativo ao equinócio.

Quanto ao nome comum, «pardela-de-mento-branco», o substantivo «pardela» constitui uma alusão à coloração pardacenta característica do grupo de aves em que se insere esta espécie. Ao passo que «mento» correspondente à saliência carnuda, situada sob o beiço inferior dos animais.